# Flughafen Catumbela

i7
i11
i13
Der Flughafen Catumbela (portugiesisch Aeroporto da Catumbela, IATA-Code: CBT, ICAO-Code: FNCT) ist ein am 27. August 2012 neu eröffneter internationaler Flughafen nahe der Stadt Catumbela in der angolanischen Provinz Benguela. Er liegt geografisch genau zwischen den beiden größeren Städten Benguela und Lobito und gilt als Alternative zum Flughafen Luanda.
Wie alle angolanischen Flughäfen wird auch der Flughafen Catumbela von der staatlichen ENANA betrieben.
Nach dem Zertifikat des Instituto Nacional da Aviação Civil (INAVIC) können dort alle gängigen Flugzeuge starten und landen. Neben den inländischen Flugverbindungen sind auch Flüge ins Ausland, nach Namibia und Portugal geplant.
Der Flughafen verfügt über ein neues Passagier-Terminal, zwei Flugsteige, die gleichzeitig vier Flugzeuge abfertigen können, eine in Nord-Süd-Richtung direkt am Südatlantik gelegene 3700 Meter lange Piste. Die Installation kostete insgesamt 250 Millionen US-Dollar und wurde von der brasilianischen Odebrecht-Gruppe gebaut.